# Citadelles & Mazenod
Citadelles et Mazenod (stylisé « Citadelles & Mazenod ») est une marque d'édition fondée en 1936 sous le nom d'Éditions Mazenod. Elle prend le nom de Citadelles et Mazenod à la fin des années 1980. La maison est basée à Paris.

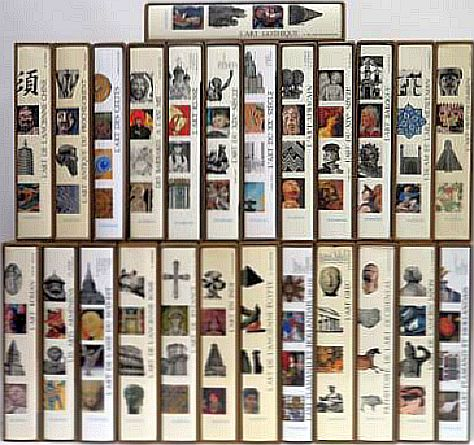
Photo de la collection des Musées de l'Imaginaire

En 2021, la société est rachetée par le groupe LVMH.

## Historique
Fondées en 1936, les Éditions Mazenod créent la collection monographique « La Galerie des hommes célèbres » qui est dirigée successivement par Raymond Queneau, Maurice Merleau-Ponty, André Leroi-Gourhan, Pierre Francastel ou encore Bernard Dorival. Cette collection dure une vingtaine d'années. Raymond Queneau dirige une autre collection appelée « Les Œuvres célèbres » où sont publiés une centaine de titres.
En 1965, la maison lance la collection « L'art et les grandes civilisations » dont le premier titre Préhistoire de l'art occidental d'André Leroi-Gourhan marque profondément le monde de l'édition de livre d'art,. En novembre 2017 paraît le 50e titre de la collection : L'Art de la Préhistoire sous la direction de Carole Fritz,.
En 1984, François de Waresquiel succède à Lucien Mazenod à la direction de la maison. De nouvelles collections sont créées, notamment « Les Phares » en 1990. La maison augmente le rythme des parutions passant d'un titre par an à une douzaine par an dans les années 2010.
La société a changé plusieurs fois d’intitulé : appelée tout d’abord Mazenod du nom de son créateur, puis Citadelles, puis Citadelles & Mazenod,. Elle  a été pendant quelques années  la propriété de la société Editio. En 2021, elle est rachetée par le groupe LVMH via la filiale médias de LVMH, le Groupe Les Échos-Le Parisien, qui édite aussi le magazine Connaissance des arts,.
En 2021 également, elle réédite un livre hors-normes, le ‘’Codex Borbonicus’’.